# Linda Watkins
Linda Watkins (Norfolk, Estats Units, 1954) és una bioquímica i fisiòloga estatunidenca, descobridora de les cèl·lules glials, claus en el tractament neuronal del dolor.

## Biografia
Va néixer el 1954 a la ciutat estatunidenca de Norfolk (Virgínia), Estudià a la Universitat de Virgínia, en la qual es llicencià el 1976, i es doctorà posteriorment al Col·legi Mèdic de Virgínia (1980). Ha treballat en nombrosos centres com la Universitat de Califòrnia a Davis i des de 1988 és professora de la Universitat de Colorado a Boulder (Colorado), en el departament de Psicologia i Neurociència.
Watkins és membre de nombroses societats científiques com la Societat Internacional per a l'Estudi del Dolor, la Societat de Neurociència o la Societat Americana del Dolor. També és membre de diferents consells de redacció de revistes científiques internacionals.

## Recerca científica
Les investigacions portades a terme per Watkins sobre la base neuronal del dolor la van dur a descobrir que les cèl·lules nervioses glials també eren agents encarregats de transmetre la sensació de dolor, tant patològic com el que es produeix després d'una lesió nerviosa. Aquesta recerca va obrir noves vies per a tractaments analgèsics exclusivament sobre neurones.
Al llarg de la seva carrera ha estat guardonada amb nombrosos premis, com el Premi d'Investigació Norman Cousins de la Societat psiconeuroinmunologia (2005), el Premi Kerr en ciència bàsica de la Societat Americana del Dolor (2005) o el Premi Príncep d'Astúries d'Investigació Científica i Tècnica de 2010, al costat de David Julius i Baruch Minke.